# Laphystia anatolica
Laphystia anatolica är en tvåvingeart som först beskrevs av Hermann 1920.  Laphystia anatolica ingår i släktet Laphystia och familjen rovflugor. Inga underarter finns listade i Catalogue of Life.